# Nord-Fugløya
Nord-Fugløya est une île inhabitée de la municipalité de Karlsøy dans le comté de Troms en Norvège.
Elle est connue pour son phare de Fugløykalven situé au nord de l'île.

## Réserve naturelle
L'île entière est protégée en tant que réserve naturelle qui, avec les eaux marines adjacentes, a également été désignée Zone importante pour la conservation des oiseaux par BirdLife International car elle abrite de grandes colonies de reproduction de macareux moine et de petits pingouins.